# Manvel Gamburyan
Manvel Gamburyan (in armeno Մանվել Գամբուրյան?; Gyumri, 8 maggio 1981) è un lottatore di arti marziali miste statunitense di origini armene.
Combatte nella divisione dei pesi gallo per l'organizzazione statunitense UFC. In precedenza ha militato anche in promozioni come WEC ed RSF.

## Carriera nelle arti marziali miste

### Inizi
Gamburyan inizia la sua carriera professionale nel 1999 all'età di 17 anni. Vince i suoi primi quattro incontri, prima di venire sconfitto dal futuro campione dei pesi leggeri UFC Sean Sherk nel 2001. Karo Parisyan, cugino di Gamburyan ed anch'egli lottatore di MMA, lo soprannomina "The Pitbull" per la tenacia messa in mostra nell'incontro.